# 오쓰 사건

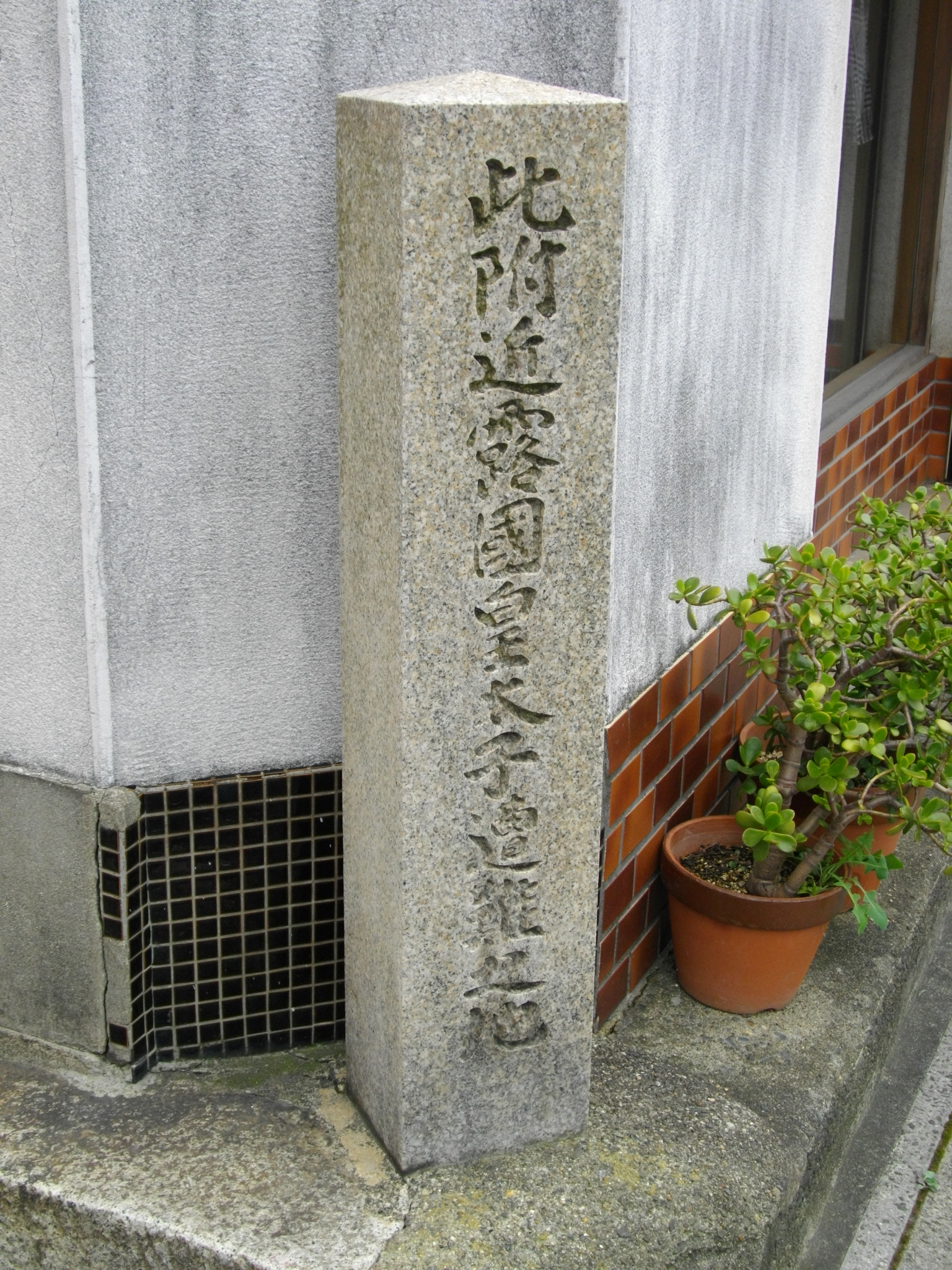
오쓰 사건 기념비

오쓰 사건(일본어: 大津事件 오쓰지켄[*], 러시아어: Инцидент в Оцу 인치덴트 프 오추[*])은 1891년 5월 11일 당시 일본 제국을 방문하고 있었던 러시아 제국의 황태자 니콜라이(후의 니콜라이 2세)가 시가현(滋賀縣) 오쓰시(大津市)에서 경호를 맡고 있던 순사 쓰다 산조(津田三蔵)에게 갑작스럽게 칼을 맞은 사건을 말한다. 일본에서는 오쓰 사건이 행정부의 간섭으로부터 사법부의 독립을 확립하고, 3권 분립 의식을 널리 퍼뜨린 근대의 중요한 사건으로 인식되고 있지만, 보다 복잡한 문제가 얽혀져 있었다. 피의자인 쓰다는 무기징역을 선고받았으며, 야마다 아키요시(山田顕義) 사법대신은 사임했다.

## 사건 내용

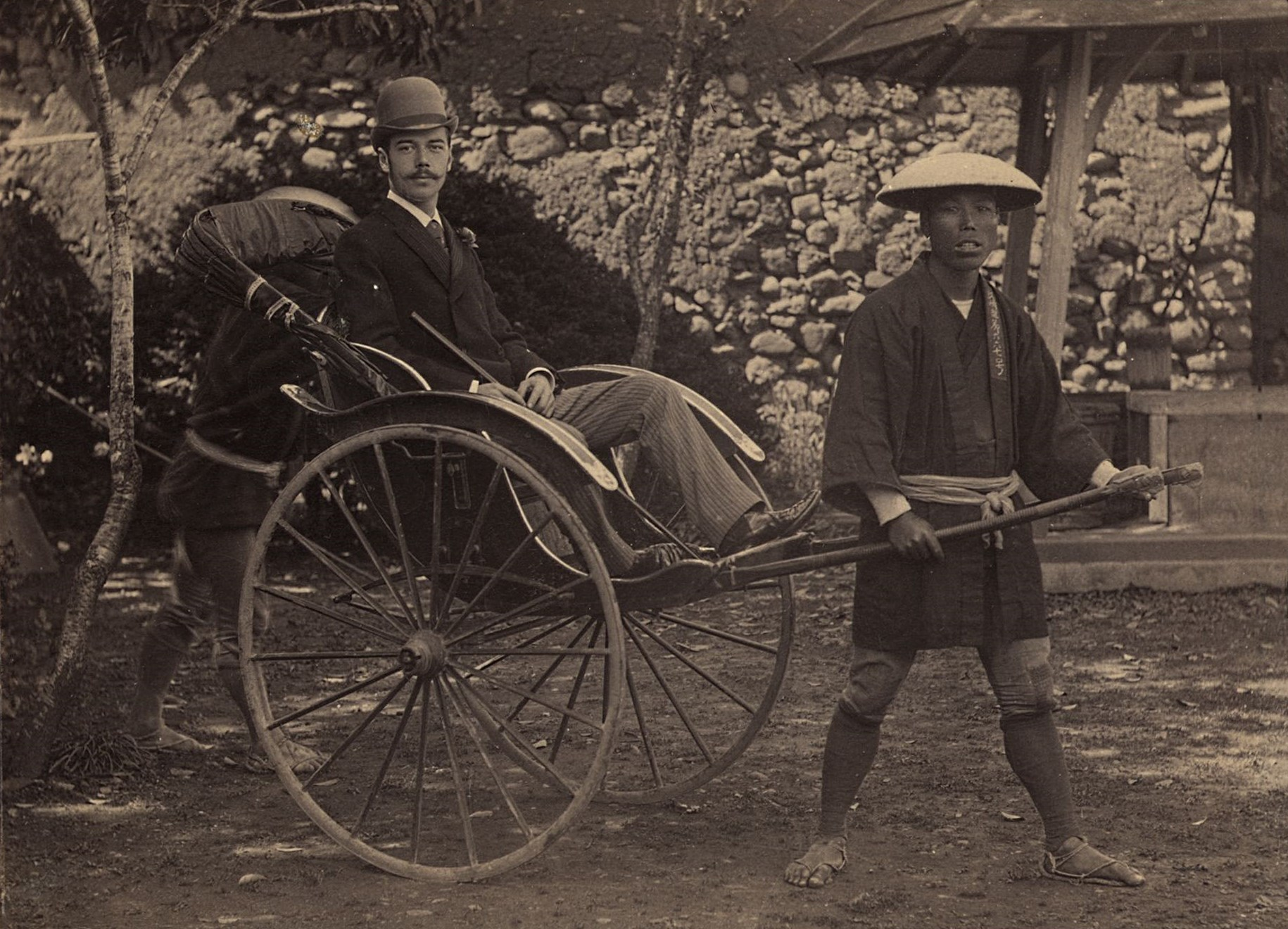
나가사키를 방문한 니콜라이 황태자

### 니콜라이 황태자의 일본 방문
러시아 제국의 니콜라이 황태자는 시베리아 철도 극동지구 기공식에 참석하기 위해 함대를 인솔해 블라디보스토크로 가는 도중에 일본을 방문했다. 니콜라이 황태자 일행은 나가사키(長崎)와 가고시마(鹿兒島)를 방문한 후, 고베(神戶)에 상륙해 교토(京都)로 향했다. 당시 아직 소국이었던 일본은 정부의 모든 행정력을 동원해 니콜라이 황태자의 방일을 접대했다. 공식 접대 담당으로 영국에 간 유학 경험 등 당시 황족 중 제일의 외국통이었던 아리스가와노미야 다케히토 친왕(有栖川宮威仁)을 임명했고, 교토에서는 제철이 아니었던 고잔 오쿠리비도 행해졌다. 다음 방문 예정지였던 요코하마(橫浜)와 도쿄(東京)에서도 환영 준비가 행해지고 있었다.

### 오쓰 사건 발생

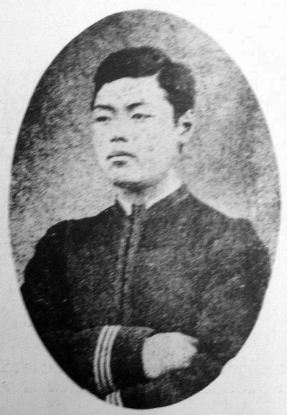
쓰다 산조

#### 쓰다 산조 순사가 니콜라이 황태자를 공격하다.
그리고 1891년 5월 11일 오후, 교토에서 비와호(琵琶湖) 당일치기 관광 후 돌아가는 길에 니콜라이 황태자 및 함께 방일하고 있었던 그리스 왕국의 왕자 요르요스, 다케히토 친왕의 순번으로 인력거를 타고 오쓰 시가(市街)를 통과하는 도중에 경호를 담당하고 있었던 시가현 경찰서 순사 쓰다 산조가 돌연 니콜라이 황태자에게 사브르(saber)를 휘둘러 부상을 입혔다. 니콜라이는 인력거에서 뛰어 내려 옆 골목길로 도망쳤지만, 쓰다는 니콜라이를 쫓아가면서 부상을 입히려고 시도했다. 그러나 쓰다는 요르요스 왕자의 대나무 지팡이에 등을 맞고, 니콜라이 황태자를 수행하던 인력차부에게 다리가 걸려 넘어졌다. 
또한 요르요스 왕자를 수행하던 인력차부는 쓰다가 떨어뜨린 사벨을 휘둘러 쓰다의 목에 상처가 입혔으며, 결국 쓰다 산조는 경비 중이던 다른 순사에게 붙잡혔다. 니콜라이 황태자는 오른쪽 두부에 9cm 정도의 상처를 입었지만 생명에는 지장이 없었다. 다케히토 친왕은 현장에 있었지만 구경꾼에게 막혀서 가까이 갈 수 없었고, 상황을 확인한 후에는 이미 쓰다가 잡힌 후였다.

### 사건 수습

#### 신변경비 명령
유학과 해외군사시찰 등의 경험을 통해 국제 관계에 정통하고 있던 다케히토 친왕은 즉시 이 사건이 자신의 수준에서는 해결할 수 없는 중대한 외교 문제라고 판단, 수행원에게 명해 전말을 즉시 정리해 도쿄의 메이지 천황에게 전보(電報)로 보고하게 하고, 동시에 러시아 제국 측에 성의를 보이기 위해 천황이 교토로 긴급 행차할 것을 요청했다. 전문을 받은 메이지 천황은 즉시 확인하고, 다케히토 친왕에게 니콜라이 황태자의 신변 경비를 명하는 동시에 기타시라카와노미야 요시히사 친왕(北白川宮能久)을 문안사로 교토에 파견했다.

#### 병문안 하다
사건 다음날인 1891년 5월 12일 아침, 메이지 천황은 신바시역에서 기차에 올라 같은 날 밤에 교토에 도착했다. 메이지 천황은 그날 밤에 니콜라이 황태자를 병문안 할 예정이었지만, 나콜라이 황태자측의 요청에 의해 다음 날로 연기되었다. 아리스가와 다케히토 친왕의 형인 아리스가와노미야 다루히토 친왕(有栖川宮熾仁)도 메이지 천황의 뒤를 따라 교토에 도착했다. 5월 13일에 메이지 천황은 니콜라이 황태자의 거처였던 교토 호텔로 가 니콜라이 황태자를 병문안하고, 다케히토 친왕과 요시히사 친왕, 타루히토 친왕을 데리고 가 고베까지 배웅했다.
나중에 메이지 천황이 스스로 고베항에 정박해 있는 러시아 군함을 방문할 때, 중신(重臣)들이 ‘납치될 수 있다’라고 반대했지만 이를 뿌리치고 요양 중이던 니콜라이 황태자를 다시 병문안했다.

#### 기도
당시 소국이었던 일본이 대국인 러시아의 황태자를 부상하게 했다고 하여 ‘러시아가 보복하기 위해 일본을 공격할 수 있다’라는 소문이 퍼졌다. 학교들은 근신의 뜻을 표하기 위해 휴교를 하고, 신사(神社)나 사원, 교회에서는 황태자의 회복을 위한 기도가 이어졌다. 니콜라이 황태자에게 보내진 문안 전보는 1만통을 넘어갔고, 야마가타현(山形縣) 가네야마정(金山町)에서는 ‘쓰다’(津田)라는 성과 ‘산조’(三藏)라는 이름의 명명을 금지하는 조례를 결의하기도 했다. 또, 1891년 5월 20일에는 하타케야마 유우코(畠山勇子)라는 아녀자가 니콜라이 황태자에게 ‘죽음으로 사죄한다’라면서 교토 부청 앞에서 면도기로 자살했다. 외국어에 능통한 게이오 대학교의 학생들은 프랑스어로 사과편지를 작성하기도 하였고, 러시아 정교회 선교사가 니콜라이 황태자를 문안함으로써 일본과 러시아간의 외교적인 마찰을 중재하고자 하였다.

## 사건 배경
쓰다 산조(津田三藏) 본인의 진술에 따르면 이전부터 러시아의 북방 제도 등에 관한 강경한 자세를 탐탁하게 생각하지 않았다는게 사건 발생의 이유였다. 또 세이난 전쟁(西南戰爭)에서 패해 자결한 사이고 다카모리(西鄕隆盛)가 사실은 러시아에 망명해 니콜라이 황태자랑 함께 돌아온 것이 아닌가라는 소문이 있었는데, 세이난 전쟁으로 훈장을 수여받은 쓰다가 만약 사이고 다카모리가 귀환할 경우 자신의 훈장이 박탈되는 것이 아닐까라는 걱정이 있었다는 설(說)이 있다.
다만, 니콜라이 황태자를 살해하려는 의도는 없었던 듯으로 보이고, 사건 후 조사에 있어서도 ‘죽일 의도는 없었다’라고 진술했다는 기록이 있다. 하지만, 당시 니콜라이 황태자의 방일이 군사시찰이었다는 소문도 있고, 시베리아 철도도 러시아의 극동 진출 정책이라고 말하여 국민의 반발이 있었다.

## 대처

### 일본 정부의 움직임
당시 일본은 어떻게든 서구의 식민지가 되지 않기 위해 노력하고 있었고, 더군다나 러시아 제국에 대항할 만한 힘도 없었다. 따라서, 러시아가 배상금이나 영토의 할양을 요구하는 것이 아닐까라고 전전긍긍하고 있었다. 일본 정부는 이 사건을 관할하고 있던 재판관에게 구(舊) 형법 제116조에서 규정하고 있던 대역죄(일본 천황이나 황족에게 위해를 가할 때 적용하는 죄)를 적용해 사형을 언도할 것을 요구했다.
이토 히로부미(伊藤博文)는 사형에 반대하는 의견이 있을 경우에 계엄령을 발령하더라도 사형을 적용시켜야 할 것이라고 주장했다. 내각에서는 의견이 엇갈렸다. 마쓰카타 마사요시(松方正義) 내각총리대신, 야마다 아키요시(山田顕義) 사법대신은 사형 적용에 찬성했고, 아오키 슈조(青木周藏) 외무대신과 이노우에 가오루(井上馨)는 소극적 반대, 고토 쇼지로(後藤象二郎) 체신대신 등은 “쓰다를 납치해 권총으로 사살하는 것이 최선책이다”라고 말했다.

### 일본 사법부의 움직임
구 형법 제116조는 일본 황실에 대해서만 적용되는 것이지, 외국 황족에 대한 범죄는 설명하고 있지 않았다. 따라서, 이 사건에 대한 법률 적용은 일반인에 관한 형법 조항 적용이 필요했다. 즉, 부상을 입히는 것만으로는 사형을 선고하는 것이 법률상으로는 불가능했다. 단, 재판관 중에서도 이 사건에 대해서는 사형을 적용시켜야 할 것이라는 의견이 적지 않았다.
일본 대심원의 원장 고지마 고레카타(児島惟謙)는 법치국가로서 법은 준수되어야 한다는 입장으로서 “형법에 외국 황족에 관한 규정은 없다.”라며 정부의 압력에 강력히 반발했다. 하지만 ‘국가인가, 법인가’라는 곤란한 상황이 발생하게 되었다.
결국 사건이 발생한 지 16일 후인 1891년 5월 27일, 일반인에 대한 모살미수죄(구 형법 제292조)가 적용되어 무기징역의 판결이 내려졌다.

### 러시아의 움직임
주일 러시아 공사관은 이 사건의 수습을 맡게 된 아오키 슈조 외무대신과 사이고 주도(西郷従道) 내무대신에게 범인에 대한 사형을 강경하게 요구하고, 무기징역이 결정된 것이 알려지면 어떠한 사태가 발생하게 될지 모른다는 취지의 발언을 했다(아오키 슈조 내무대신은 여기에 대하여 “나는 이토 히로부미가 시키는대로 사형 적용을 약속한 것 뿐이다.”라고 말해 이토 히로부미에게서 혐오를 받았다. 결국, 아오키 슈조는 정치가로서의 생명이 끊기게 된다.).
러시아 황제 알렉산드르 3세도 넌지시 사형을 요구하고 있었다. 그러나 결론적으로는 배상 요구도, 무력 보복도 행해지지 않았다. 황태자의 부상에 대한 일본의 신속한 처치나 사죄에 대하여 관대한 태도를 보였다. 이 사건으로 인해 니콜라이 2세가 일본에 대해 혐오감을 품은 적도 없다고 한다.

## 사건 후
이 사건에 대한 판결 후, 사법부의 독립을 일부라도 확립함에 따라 일본 제국 헌법에서 규정하고 있던 3권 분립 의식이 널리 퍼졌다. 그러나 오쓰 지방재판소에서 다루어져야 할 사건을 관련 규정 없이 대심원으로 이관시키거나(하지만 이는 대역죄의 적용을 고려하고 있었기 때문이다. 왜냐하면 황족에 관한 재판은 모두 대심원에서 1심 재판을 관할했기 때문이다.), 재판에 직접 관계가 없었던 고지마 고레카타 대심원장이 간섭한 것은 재판관의 독립에 관한 침해로 여겨진다. 이는 권력의 적용이나 운용이 미분화되어 있지 않던 당시를 상징한다. 이러한 문제들을 해결하기 위해 3권 분립이나 사법부의 자세 등에 대해 활발히 논의되게 된다.
다만, 당시의 사법부는 헌법상으로는 독립되어 있었지만 실제로는 사법 행정이나 행정 재판에의 취급 등에서 완전히 정부에서 독립되지 않고 있었다. 3권 분립의 이념은 모두에게 이해되고 있었지만 나중에도 사법권의 침해가 일부 일어나는 등 문제가 발생한다.
또한, 정부가 이 문제에 대해 어쨌든 대심원의 판단을 존중한 것은 어전회의 원로들의 의견에 맞지 않았다고 않아서 그랬다는 설(說)이 있다.